# Дьомушкін Сергій Володимирович
Дьомушкін Сергій Володимирович (нар. 4 квітня 1976, Рівне) — колишній український футболіст, захисник. Відомий, зокрема, виступами за рівненський «Верес». Після закінчення кар'єри футболіста — тренер та футбольний функціонер.

## Кар'єра
У віці 17 років Сергій Дьомушкін потрапив до провінційного аматорського клубу «Сільмаш» з Ковеля, де провів один сезон. Там його помітили тренери рівненського «Вереса» і у 1994 році запросили до команди. Свій перші п'ять хвилин у Вищій лізі захисник отримав 17 липня 1994 року, коли вийшов на заміну наприкінці матчу проти «Кременя» (1:1). Єдиний гол в еліті українського футболу записав на свій рахунок 14 березня 1995 року, відзначившись у матчі проти запорізького «Торпедо» (1:1). Після вильоту «Вереса» в Першу, а потім і в Другу лігу продовжив виступи за команду до 1998 року.
З 1998 по 2001 рік Дьомушкін на правах оренди почергово виступав за «Торпедо» з Могильова, «Вінницю», київський ЦСКА-2 та «Систему-Борекс». До «Вереса» він повернувся у 2001 році, проте на той час команда виступала вже у нижчих лігах чемпіонату України. Увійшов до десятки найкращих бомбардирів «Вереса». Останньою професійною командою Сергія Дьомушкіна був друголіговий клуб ««Житичі» із Житомира, за який він виступав у сезоні 2005-06.
Після закінчення кар'єри футболіста Дьомушкін став тренувати юнацькі та аматорські команди. У 2012 році Сергій Володимирович тренував рівненський аматорський футбольний клуб «Славія», з яким ставав чемпіоном області. До літа 2018 року — тренував юнацькі команди «Вереса». Нині — спортивний директор футбольного клубу «Львів».